# Билья
Билья (фр. Bilia, корс. Bilia) — коммуна во Франции, находится в регионе Корсика. Департамент коммуны — Южная Корсика. Входит в состав кантона Сартен. Округ коммуны — Сартен.
Код INSEE коммуны — 2A038.

## Население
Население коммуны на 2008 год составляло 48 человек.
| 1962 | 1968 | 1975 | 1982 | 1990 | 1999 | 2005 | 2008 |
| ---- | ---- | ---- | ---- | ---- | ---- | ---- | ---- |
| 45   | 58   | 40   | 38   | 41   | 40   | 48   | 48   |

## Экономика
В 2007 году среди 25 человек в трудоспособном возрасте (15—64 лет) 14 были экономически активными, 11 — неактивными (показатель активности — 56,0 %, в 1999 году было 52,9 %). Из 14 активных работало 12 человек (8 мужчин и 4 женщины), безработными были 2 женщины. Среди 11 неактивных 2 человека были учениками или студентами, 6 — пенсионерами, 3 были неактивными по другим причинам.